# Gerald Weldon Browne Tarleton
Gerald Weldon Browne Tarleton, britanski general, * 1893, † 1955.